# Pristanišče Sandwich
Pristanišče Sandwich (nemško Sandwichhafen, portugalsko Porto de'Ilheus) je ob južnem Atlantskem oceanu, okoli 42 kilometrov južno od mesta Walvis Bay v Namibiji. Srednje veliko trgovsko pristanišče, ki je bilo znano po kitolovu in malem priobalnem ribolovu, je propadlo zaradi zamuljenja. Zdaj je najbolj znano po pticah.
Pristanišče Sandwich je ime za nekdanje pristanišče na namibijski južni obali Atlantika in za zaliv. Zelo redko se uporablja ime Sandwichbucht (afrikansko Sandwichbaai; angleško Sandwich Bay). Laguna je dolga približno 10 kilometrov.

## Zgodovina
Pristanišče Sandwich, tudi Sandfischhafen (iz afrikanščine Sandvis), so leta 1486 ustanovili portugalski pomorščaki. Bila je bolj samotna točka med puščavo Namib in Atlantskim oceanom. 20 km severneje postavljen padrão (kamniti križ) priča o tej preteklosti. Nedostopna obala je bila leta 1796 dodana Angliji, vendar je bilo pristanišče Sandwich vrnjeno Portugalski leta 1884 kot del Nemške Jugozahodne Afrike in za kratek čas postalo kolonija. Leta 1889 je pristanišče postalo politično in gospodarsko pomembno kot pristanišče za oskrbo takratne Nemške Jugozahodne Afrike v neposredni bližini takrat angleškega Walvis Baya. Začasno sta bila zgrajena ribiški obrat in klavnica. Leta 1893 je postalo pomembnejše pristanišče Swakopmund.
Območje je  v 1880-ih raziskala kraljeva mornarica, vendar se je zdelo precej slabše kot Walvis Bay in se ni razvilo. Občasno so ga plovila uporabljala kot sidrišče, da bi se izognili oblastem v Walvis Bayu. Nastalo je tudi nekaj začasnih naselij sezonskih ribičev, ki so lovili Thyrsites atun (vrsta skuše).
Leta 1930 je bil zastavljen velikopotezen projekt gradnje otoka Guano v laguni s pomočjo peščenih črpalk, uvoženih iz Nizozemske. Na žalost so šakali, ki so prišli na otok ob oseki, lovili ptice in jih odgnali. Vse, kar je ostalo od projekta, je direktorjeva hiša.
Morsko živalstvo sta raziskala južnoafriški muzej in Narodni muzej Namibije. Ugotovljeno je bilo, da je popolnoma morsko. Skoraj vsak novinar ali dokumentarec, ki je pisal in posnel območje, je napačno navedel, da je to laguna sveže vode. Je pa le nekaj brakične vode zelo slabe kakovosti, ki pronica pod sipinami, kar omogoča velike preproge trstičja na robu vode.

## Narava in varstvo okolja
Pristanišče Sandwich je mokrišče, ki ga je mednarodna Ramsarska konvencija opredelila kot zelo pomembno. Pristanišče Sandwich je eno od štirih odsekov Narodnega parka Namib - Naukluft. Ogledati si ga je mogoče v enem dnevu, iz Walvis Baya s čolnom ali štirikolesnikom.
Območje je obmorsko, kopno je obdano s trstičjem in peščenimi sipinami Namiba, ki se  premikajo proti laguni. Je del večjih mokrišč, kjer živijo velike kolonije ptic (do 450.000 osebkov), ki nešteto morskim pticam ponuja najugodnejši habitat (Popis 2008):
- 45.000 malih plamencev,
- 10.000 velikih plamencev,
- 60.000–170.000 čiger

ter kormorani, pelikani in druge vodne ptice.
Območje je državno in mednarodno priznano kot pomembno območje za ptice  (Important Bird Area).